# Júnior Alves
Júnior Alves (sinh ngày 26 tháng 3 năm 1990) là một cầu thủ bóng đá người Brasil.

## Sự nghiệp câu lạc bộ
Júnior Alves đã từng chơi cho Thespakusatsu Gunma.